# Laterallus exilis
Laterallus exilis là một loài chim trong họ Rallidae.